# Maurice (Iowa)
Maurice – miasto w Stanach Zjednoczonych, w stanie Iowa, w hrabstwie Sioux. Zgodnie ze spisem statystycznym z 2000 roku, miasto liczyło 254 mieszkańców.